# Cephalispa lata
Cephalispa lata är en tvåvingeart som först beskrevs av Malloch 1935.  Cephalispa lata ingår i släktet Cephalispa och familjen husflugor. Inga underarter finns listade i Catalogue of Life.